# Gmina Ljusdal
Gmina Ljusdal (szw. Ljusdals kommun) – gmina w Szwecji, w regionie Gävleborg, siedzibą jej władz jest Ljusdal.
Pod względem zaludnienia Ljusdal jest 121. gminą w Szwecji. Zamieszkuje ją 19 592 osób, z czego 49,74% to kobiety (9745) i 50,26% to mężczyźni (9847). W gminie zameldowanych jest 564 cudzoziemców. Na każdy kilometr kwadratowy przypada 3,7 mieszkańca. Pod względem wielkości gmina zajmuje 20. miejsce.